# Pavonia tricalycaris
Pavonia tricalycaris é uma espécie de planta do gênero Pavonia e da família Malvaceae.
Dentre as espécies de Pavonia que apresentam o epicálice formado por mais de 12 bractéolas, dispostas espiraladamente, com dois tamanhos distintos, P. tricalycaris destaca-se por ser a única que possui as bractéolas largamente ovadas, ao passo que nas demais espécies as bractéolas variam de lineares a elípticas. Além disso,nessa espécie as bractéolas do epicálice são introrso-conduplicadas na fase de botão e expandidas nas flores abertas. Outros caracteres marcantes são as folhas longamente pecíoladas (pecíolos de 2,3-10cm), as estípulas estreito-ovadas.

## Taxonomia
A espécie foi descrita em 1827 por Augustin Saint-Hilaire.
Os seguintes sinônimos já foram catalogados:  
- Pavonia selloi  Gürke
- Triplochlamys selloi  (Gürke) Ulbr.
- Triplochlamys tricalycaris  (A. St.-Hil) Ulbr.

## Forma de vida
É uma espécie terrícola e arbustiva.

## Descrição
| Caule                     | Caule |
| ------------------------- | --- |
| posição e tipo de tricoma | pubescente à quase glabro                                                                                                   |
| tipo de pecíolo           | 1 à 10 de comprimento |
| Folha                     | |
| tipo                      | inteira |
| nervação das lâminas      | pinada |
| forma                     | elíptica/obovada/margem quase lisa à crenada/base aguda/ápice caudado                                                       |
| face adaxial e abaxial    | quase concolor |
| face abaxial              | glabrescente/tricoma estrelado                                                                                              |
| forma das estípulas       | linear/ovada |
| posição simetria e número | ereta/adpressa aos ramo |
| Inflorescência            | |
| inflorescência            | pauciflora/condensada na porção apical dos ramo/às vezes uniflora/corimbiforme                                              |
| Flor                      | |
| bractéola do epicálice    | espiralada/ovada/rósea/16/com 2 tamanho diferente/as maior que ereta/as menor reflexa/introrso conduplicada nó botão-floral |
| cálice                    | tubuloso/lobo ovado/externamente pubescente tricoma estrelado/menor que o epicálice                                         |
| pétala                    | branca/esverdeada/mancha basal branca/nervação vinácea/estreita obovada                                                     |
| gineceu                   | estigma capitado |
| tubo estaminal            | ereto/maior que as pétala/parte livre dos estame nos 2 terço apical do tubo                                                 |
| Fruto                     | |
| mericarpo                 | obovoide/rostrado/indeiscente/face dorsal lisa ou com nervação reticulada leve                                              |
| Semente                   | |
| forma                     | reniforme/superfície lisa/glabra                                                                                            |

## Conservação
A espécie faz parte da Lista Vermelha das espécies ameaçadas do estado do Espírito Santo, no sudeste do Brasil. A lista foi publicada em 13 de junho de 2005 por intermédio do decreto estadual nº 1.499-R.

## Distribuição
A espécie é encontrada nos estados brasileiros de Bahia, Espírito Santo e Rio de Janeiro.
A espécie é encontrada no domínio fitogeográfico de Mata Atlântica, em regiões com vegetação de floresta ombrófila pluvial.